# ウィリアム・ジェニングス・ブライアン
ウィリアム・ジェニングス・ブライアン（William Jennings Bryan、1860年3月19日 - 1925年7月26日）は、アメリカ合衆国の政治家、演説家、弁護士。中西部イリノイ州生まれ、政治家としてはネブラスカ州出身である。
1896年頃から民主党の有力者として台頭し、1896年、1900年、1908年の3回の選挙で、民主党の大統領候補として立候補した。また、下院議員を務め、ウッドロウ・ウィルソン政権では国務長官に任命された。庶民の知性を信じていたことから、しばしば「偉大な平民」と呼ばれた。
イリノイ州で生まれ育ったブライアンは、1880年代にネブラスカに移住した。1890年の選挙で下院議員に当選し、2期務めた後、1894年に上院議員に立候補したが落選した。1896年民主党全国大会でブライアンは「金の十字架演説」を行い、金本位制と東部の富裕層を攻撃し、銀貨鋳造量増加を中心としたインフレ政策を主張した。現職のグロバー・クリーブランド大統領および彼の支持層であった保守的なブルボン民主党を否定して、民主党大会はブライアンを大統領に指名し、ブライアンはアメリカ史上最年少の大政党の大統領候補となった。その後、ブライアンは左派・人民党からも大統領に指名され、多くの人民党員がブライアンを慕って民主党に入った。本選挙では共和党のウィリアム・マッキンリーが勝利を収めたが、ブライアンは本選挙で選挙人を獲得した最年少記録（36歳）を樹立し、これは2020年現在も破られていない。ブライアンは、1896年に27の州で500万人の聴衆を集めた全国遊説を初めて考案したことで、演説家としての名声を得た。
ブライアンは民主党の支配権を維持し、1900年に再び大統領に指名された。米西戦争の後、ブライアンはアメリカ帝国主義の猛烈な反対者となり、彼の選挙運動の多くはこの問題を中心に行われた。本選挙では、マッキンリーが再びブライアンを破り、1896年にブライアンが勝利した西部のいくつかの州で勝利を収めた。1900年の選挙後、ブライアンの党内での影響力は弱まり、民主党は1904年の大統領選挙で保守派のアルトン・パーカーを指名した。パーカーがセオドア・ルーズベルトに大敗した後、ブライアンは党内での地位を取り戻し、両党の有権者はブライアンが長年支持してきた進歩的な改革を次第に受け入れていった。1908年の大統領選挙でブライアンは三度党の指名を勝ち取ったが、ルーズベルトの後継者に選ばれたウィリアム・タフトに敗れた。これにより、ブライアンはヘンリー・クレイと並び、修正第12条の批准以降に行われた大統領選挙において党指名を3回受けたにもかかわらず、一度も大統領選挙に勝ったことのない2人の人物の1人となった。
1912年の選挙で民主党が勝利すると、ウッドロウ・ウィルソンはブライアンの支持に報いて国務長官という重要な内閣のポストを与えた。ブライアンはウィルソンがいくつかの進歩的な改革を議会で可決するのを助けたが、第一次世界大戦における米国の中立性を巡ってウィルソンと衝突し、国務長官辞任にまで至った。辞職後、ブライアンは民主党内での影響力の一部を保持したが、彼はますます宗教問題と反進化論活動に専念した。彼は宗教的および人道的な理由でダーウィニズムに反対し、1925年のスコープス裁判で最も有名になった。1925年に死去して以来、ブライアンは様々な論者から様々な反応を引き出してきたが、彼は革新主義時代の最も影響力のある人物の一人であったという点で広く一致している。

## 幼少期と教育

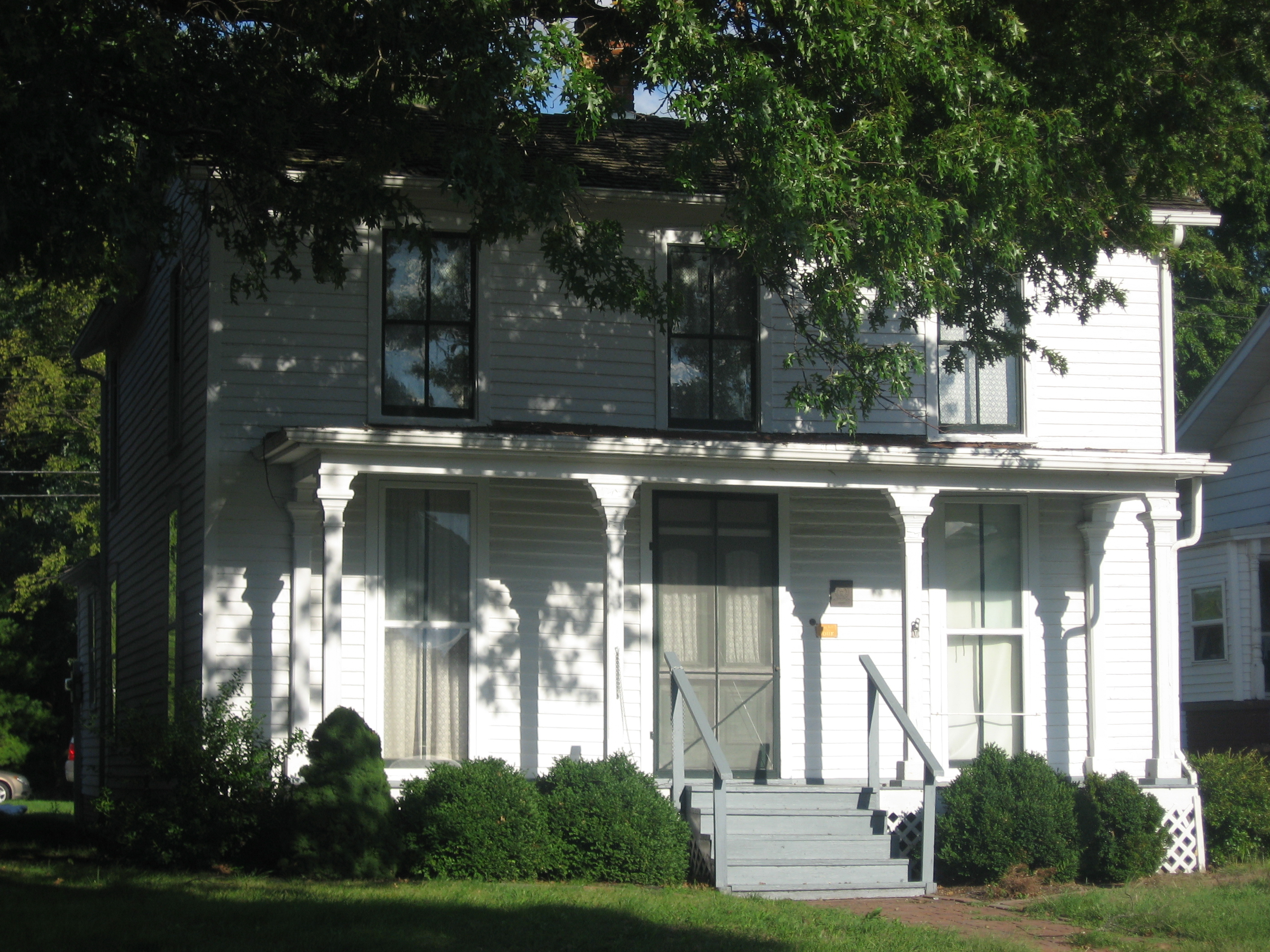
イリノイ州セイラムにあるブライアンの生家。

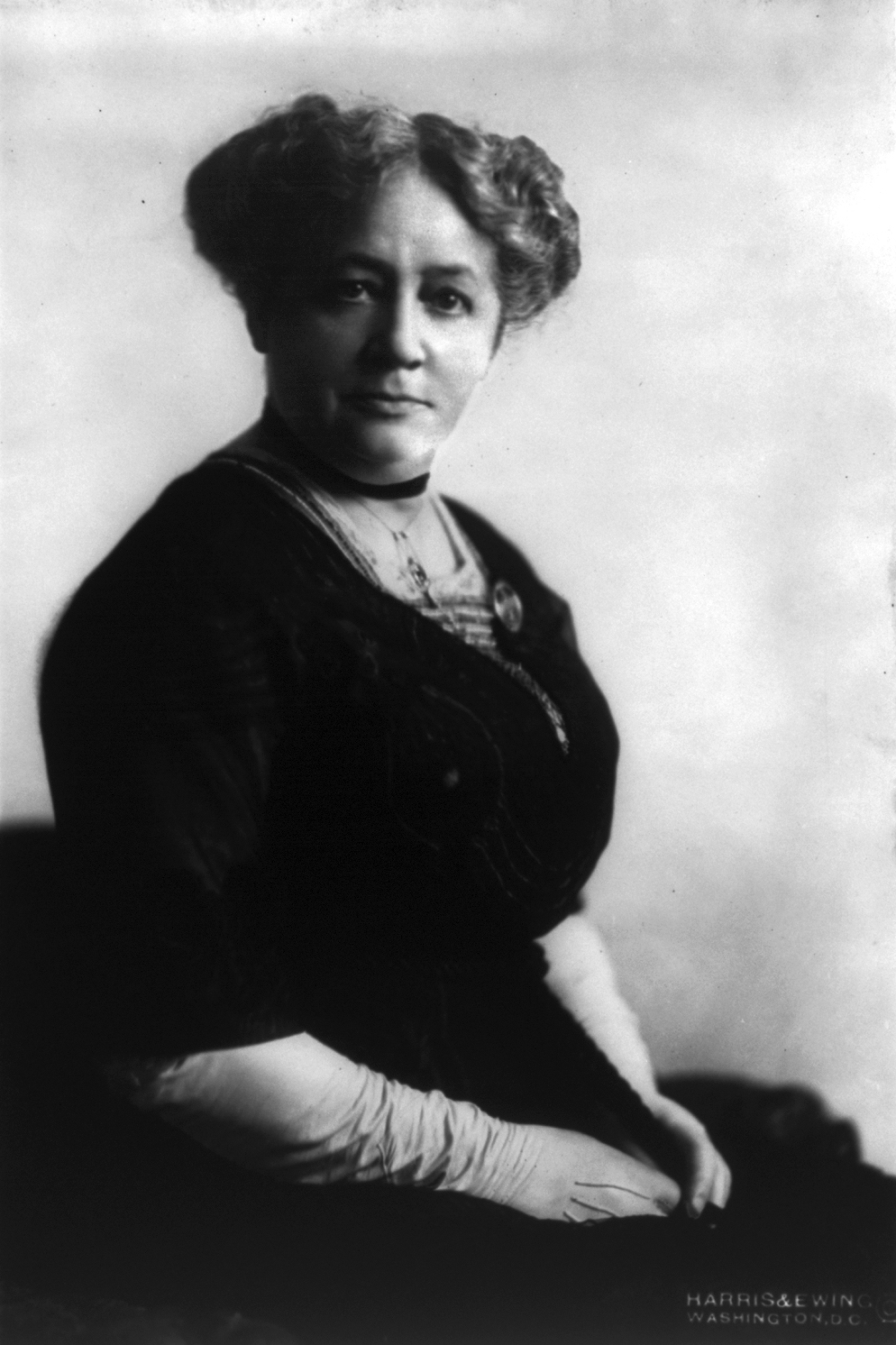
ブライアンの妻、メアリー・ベアード・ブライアン弁護士。

ウィリアム・ジェニングス・ブライアンは1860年3月19日、イリノイ州セイラムでサイラス・リラード・ブライアンとマライア・エリザベス（ジェニングス）・ブライアンの間に生まれた。サイラス・ブライアンは1822年に生まれ、1851年にセイラムで法律事務所を開いていた。1852年にマッケンドリー・カレッジの元生徒であったマライアと結婚した。スコットランド系アイルランド人とイギリス人の家系を持つサイラス・ブライアンは、熱心なジャクソン派の民主党員であった。州巡回判事に当選し、1866年にはセーラムの北にある520エーカー(210.4ヘクタール)の農場に家族を移し、マリオン郡の羨望の的であった10部屋もある家に住んだ。サイラスは地元の様々な役職に就き、1872年には下院議員に立候補したが、共和党の候補者に僅差で敗れた。アンドリュー・ジャクソンとスティーブン・ダグラスを崇拝していたサイラスは、息子のウィリアムも民主党員として育てたことで、彼（ウィリアム）も生涯民主党員であり続けることになった。
ブライアンはサイラスとマライアの4番目の子供だったが、3人の兄姉は全員乳児期に死亡した。ブライアンには5人の弟妹がいたが、そのうち4人は成人まで生きた。ブライアンは10歳まで母親の家庭教育を受けていた。ブライアンは早熟な弁舌の才能を発揮し、4歳の時には早くも人前でスピーチをしたという。サイラスはバプティスト、マライアはメソジストだったが、ブライアンの両親は彼に自分の好きな方の教会を選ぶことを許した。14歳の時、ブライアンは改心体験し、彼はそれが人生で最も重要な日だったと述懐している。15歳の時，ブライアンはイリノイ州ジャクソンビルの私立学校ウィップル・アカデミーに通うことになった。
ウィップル・アカデミーを卒業後、ブライアンはジャクソンビルにあったイリノイ大学に入学した。在学中、ブライアンはシグマ・パイ文学協会の牧師を務めた。また、人前で話す技術を磨き続け、多くの討論会や弁論大会に参加した。1879年、ブライアンは大学在学中に近くの雑貨店の店主の娘メアリー・エリザベス・ベアードと出会い、彼女に求愛するようになる。ブライアンとメアリー・エリザベスは1884年10月1日に結婚した。メアリー・エリザベスはブライアンのキャリアにおいて重要な役割を果たす。彼の通信を管理したり、スピーチや記事の準備を手伝ったりするようになる。

大学を首席で卒業したブライアンは、シカゴのユニオン・ロー・カレッジ（後のノースウェスタン大学ロースクール）で法律を学んだ。彼は父サイラスの友人であるライマン・トランブル元上院議員の下で働いていた。トランブルは1896年の死までブライアンの良き政治的盟友となった。ロースクールを卒業後、ブライアンはジャクソンビルに戻り、地元の法律事務所に就職した。ジャクソンビルには政治的にも経済的にもチャンスがないことに不満を感じたブライアンは1887年、急成長を遂げるネブラスカ州の州都リンカーンに妻とともに移り住んだ。

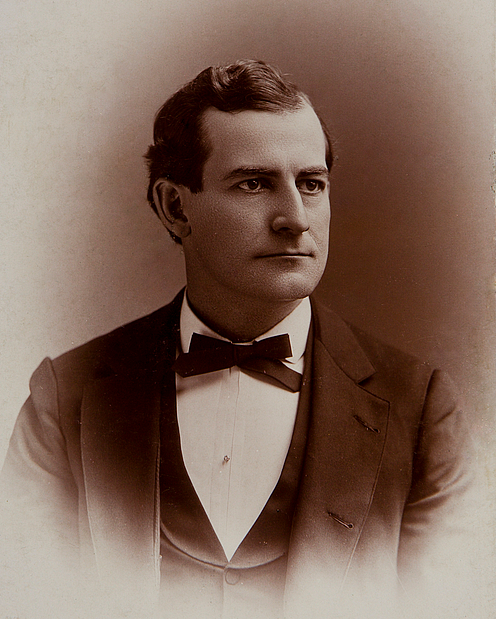
若き日のブライアン。

## 初期の政治的キャリア

### 議会業務
ブライアンは、ロースクール以来のパートナー、アドルフス・タルボットとともにリンカーンで弁護士として成功を収めた。ブライアンは地方政治にも進出し、ジュリアス・スターリング・モートンやグロバー・クリーブランドなどの民主党員のために選挙運動を行った。1888年に効果的な演説で有名になったブライアンは、1890年の選挙で連邦下院議員に立候補した。ブライアンは、関税率の引き下げ、金と同等の比率での銀貨の発行、信託の力を食い止めるための行動を求めた。討論会での力強いパフォーマンスもあって、ブライアンは、保護関税を中心とした正統派の共和党の綱領で選挙運動を行っていた現職の共和党下院議員ウィリアム・ジェームズ・コネルを破った。ブライアンの勝利により、ブライアンはネブラスカ州選出の2人目の民主党員となった。全国的には、民主党は下院で76議席を獲得し、過半数を確保した。西部の農耕地の有権者から支持を集めた第三党の人民党も議席を獲得した。
ウィリアム・マッケンドリー・スプリンガー下院議員の助けを借りて、ブライアンは下院の上下水道委員会で切望されていた地位を確保した。彼はすぐに才能ある演説家としての評判を得て、当時の重要な経済問題をしっかりと理解することを目指した。「金ぴか時代」には、民主党は2つのグループに分かれ始めていた。保守的な北部の「ブルボン民主党」と南部の一部の同盟者は、連邦政府の規模と権力を制限しようとしていた。もう一つの民主党のグループは、南部と西部の農業運動を中心にメンバーを集め、農民を支援したり、鉄道を規制したり、大企業の権力を制限したりするための連邦政府の介入の拡大を支持していた。ブライアンは後者のグループに属し、銀貨の自由鋳造（「自由銀」）と累進的な連邦所得税の確立を提唱した。このことは多くの改革派に好感を持たせたが、ブライアンの自由銀運動の呼びかけは、モートンや他の保守的なネブラスカ州の民主党員の支持を失うことになった。銀自由化の提唱者は、インフレの影響を恐れた銀行や債券保有者から反対された。
ブライアンは多くの人民党員の支持を得て1892年に再選を目指し、民主党の大統領候補であったグロバー・クリーブランドの代わりに人民党の大統領候補であったジェームズ・B・ウィーバーを支持した。ブライアンはわずか140票の差で再選を勝ち取ったが、クリーブランドは1892年の大統領選挙でウィーバーと現職の共和党大統領ベンジャミン・ハリソンを破った。クリーブランドは、モートンのような保守的な民主党員を中心とした内閣を任命し、モートンを農務長官に就任した。クリーブランドが就任して間もなく、銀行の閉鎖が相次ぎ、1893年恐慌が発生した。これを受けてクリーブランドは、連邦政府が毎月数百万オンスの銀を購入することを義務づけた1890年のシャーマン銀購入法の廃止を求めるために、議会の臨時会を招集した。ブライアンはシャーマン法を救うためにキャンペーンを展開したが、共和党と民主党の連合はこの法律の廃止に成功した。しかし、ブライアンは、平時において初の連邦所得税創設を規定する修正案を可決することに成功した 。
1893年以降、経済が衰退するにつれ、ブライアンと人民党が支持した改革は多くの有権者の間で人気を博した。1894年、ブライアンは再選に立候補する代わりに、連邦上院への当選を目指した。ブライアンはまた、オマハ・ワールド・ヘラルドの編集長にも就任したが、ほとんどの編集業務はリチャード・リー・メトカーフとギルバート・ヒッチコックが担当した。全国的には、1894年の選挙で共和党が大勝利を収め、下院で120議席以上を獲得した。ネブラスカ州では、ブライアンの人気にもかかわらず、共和党が州議会議員の過半数を選出し、上院選では共和党のジョン・メレン・サーストンに敗れた。しかし、民主党のクリーブランド派が信用を失い、ブライアンの希望する知事候補であったサイラス・A・ホルカムが民主党とポピュリストの連合によって当選したことで、ブライアンは1894年の選挙の結果に満足していた。
1894年の選挙後、ブライアンは自由銀運動を盛り上げ、クリーブランド政権の保守的な政策から党を離脱させ、ポピュリストと自由銀共和党員を民主党に誘い込み、次の選挙までにブライアンの知名度を上げることを目的に、全国各地で講演ツアーに乗り出した。講演料によって、ブライアンは弁護士業を放棄して講演活動に専念することができた。

## 大統領候補、そして党指導者として

### 1896年大統領選挙

#### 民主党指名
1896年までには、党内では自由銀の勢力が台頭していた。多くの民主党指導者は、ブライアンほど自由銀に熱心ではなかったが、ほとんどの民主党指導者は、クリーブランド政権の不人気な政策から党を遠ざける必要性を認識していた。1896年の民主党全国大会が始まる頃には、銀の自由化を長年支持してきたリチャード・P・ブランド下院議員が党の大統領候補の筆頭候補になるとの見方が広まっていた。ブライアンは大統領候補として立候補することを望んでいたが、彼の若さと経験の浅さから、ブランドやアイオワ州のホーレス・ボイーズ知事、アドレー・スティーブンソン副大統領のようなベテランの民主党員よりも知名度が低いと思われていた。自由銀勢力はすぐに大会を支配するようになり、ブライアンはクリーブランドを否定し、最高裁の保守的な判決を攻撃し、金本位制を「非アメリカ的であるだけでなく反アメリカ的である」と呼んだ党綱領の草案を作成するのを手伝った。

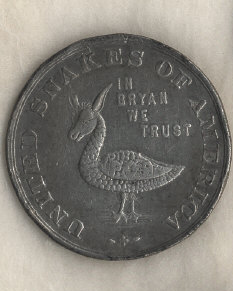
通称「ブライアンマネー」と呼ばれる、"the United States of America"や"In God We Trust"をもじったトークン。

保守的な民主党員たちは党の綱領での議論を要求し、大会3日目には各党が自由な銀と金本位制について議論するための演説者を出席させた。ブライアンとサウスカロライナ州のベンジャミン・ティルマン上院議員が銀の自由を主張する演説者として選ばれたが、ティルマンの演説は、その州権主義と南北戦争への言及から、南部以外の代議員には不評であった。ブライアンは、大会最後の演説で金融政策をテーマとした演説をすることを任され、この機会を利用してアメリカを代表する民主党員としての地位を確立した。ブライアンは「金の十字架演説」で、金融政策をめぐる議論は、民主主義、政治的独立、そして「庶民」の福祉をめぐるより広範な闘争の一部であると主張した。ブライアンの演説は、歓喜に満ちた拍手と、30分以上続いた大会会場での祝賀会に迎えられた。
翌日、民主党の大統領投票が行われた。イリノイ州のジョン・アルトゲルド知事の支持を得て、ブライアンは大会の第1回投票をリードしたが、指名に必要な3分の2の票を大きく下回る2位にとどまった。しかし、彼の「金の十字架演説」は多くの代議員に強い印象を残した。実力のない候補者を支持することを警戒していたアルトゲルドのような党指導者の不信感にもかかわらず、ブライアンの力は次の4回の投票で大きくなっていった。4回目の投票でリードを広げ、5回目の投票で指名争いに勝利した。36歳のブライアンは、アメリカ史上最年少で大政党の大統領候補となり、これは2020年現在も破られていない。大会では、メイン州の裕福な造船業者で、銀自由化と所得税導入にも賛成していたアーサー・セウォルをブライアンの副大統領候補に指名した。

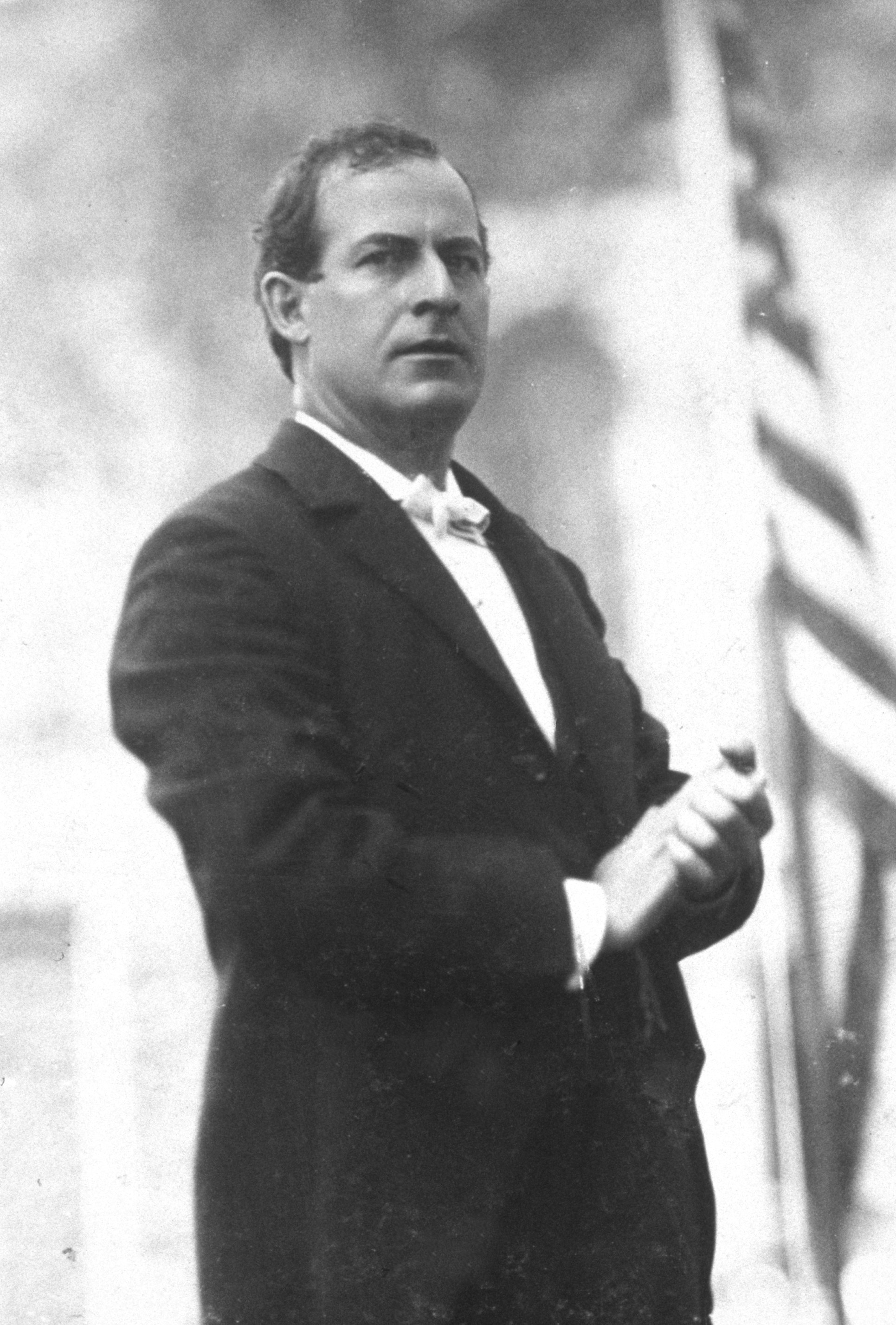
選挙運動中のブライアン、1896年10月。

#### 本選挙
「金民主党」として知られる保守的な民主党は、別の候補者を指名した。クリーブランド自身は公にはブライアンを攻撃しなかったが、私的には共和党のウィリアム・マッキンリー候補をブライアンよりも支持していた。これまで民主党の候補者を支持していた北東部や中西部の多くの都市部の新聞も、ブライアンの立候補に反対していた。しかし、ブライアンは人民党の支持を得て、ブライアンとジョージア州のトーマス・E・ワトソンからなる候補者を指名した。人民党の指導者たちは、民主党の候補者の指名が長期的には党にダメージを与えることを恐れていたが、彼らはブライアンの政治的見解の多くを共有しており、ブライアンとは生産的な協力関係を築いていた。
共和党の選挙運動は、マッキンリーを「繁栄と社会の調和の前進者」として描き、ブライアンを当選させることの危険性を警告した。マッキンリーと彼のキャンペーン・マネージャーであるマーク・ハンナは、マッキンリーがブライアンの演説力にはかなわないことを知っていたため、遊説ではなく、家々を回り、投票と献金を要請する選挙運動を選択した。ハンナは前例のないほどの資金を集め、選挙運動代理人を派遣し、何百万部ものパンフレット配布を指導した。
選挙運動の資金面で大きな不利に直面していた民主党の選挙運動は、ブライアンの演説力に大きく依存していた。前例に反して、ブライアンは激戦区であった中西部を中心に約600回の演説を行った。ブライアンは全国遊説ツアーを考案し、27の州で500万人の聴衆に演説した。ブライアンは、白人の南部、貧しい北部の農民、産業労働者、銀鉱夫のコアリションを構築し、既得権益層と目された銀行や鉄道、そして共和党の献金攻勢に対抗した。自由銀は、製品の対価としてより多くの賃金が支払われる農民からの支持を得たが、インフレによる損失を被る産業労働者の支持は得られなかった。マッキンリーは東部と工業地帯の中西部のほぼ全域を制し、国境と西海岸でも健闘した。ブライアンは、南部と山岳州、中西部の小麦栽培地域を席巻した。リバイバル派のプロテスタントは、ブライアンの半ば宗教的なレトリックに歓声を上げた。マイノリティの有権者たちは、より繁栄した農民や急成長する中産階級と同様に、新たな繁栄から自分たちを排除しないと約束したマッキンリーを支持した 。

1896年選挙結果

マッキンリーは、一般投票の51％と選挙人271票を獲得し、大差をつけて選挙に勝利した。しかし民主党員はブライアンの敗北後も支持者に忠実であり、多くの手紙が彼に1900年の大統領選挙への再出馬を促した。ウィリアムの弟、チャールズ・W・ブライアンは支持者のカードファイルを作成し、ブライアン家はそれから30年間、定期的に手紙を送ることになった。ジェームズ・ウィーバーを含む多くの人民党員がブライアンに続いて民主党に入り、他の党員はユージン・V・デブスに続いて社会党に入った。

### 戦争と平和：1898~1900年

#### 米西戦争
農民の経済状況が改善され、クロンダイク・ゴールドラッシュの影響もあって、1896年以降、自由銀は選挙問題としての効力を失った。1900年、マッキンリー大統領は金本位制法に署名し、アメリカは金本位制国に移行した。ブライアンは民主党の人気を維持し、彼の支持者は全国の党組織を掌握していたが、当初は自由銀を政局から外すことに抵抗した。スペインとのキューバ独立戦争が続くなか、多くのアメリカ人がキューバ独立を支持していたため、外交政策が重要な問題として浮上した。ハバナ港におけるメイン号の爆発を受けて、アメリカは1898年4月にスペインに宣戦布告し、米西戦争が勃発した。ブライアンは軍国主義を警戒していたが、キューバの独立を長く支持しており、この戦争を支持していた。彼は「世界中に正義が定着するまでは、普遍的な平和は訪れない。すべての土地で権利が勝利し、すべての心を愛が支配するまで、政府は最後の手段として力に訴えなければならない」と主張した。
サイラス・A・ホルカム知事の要請により、ブライアンはネブラスカ州兵のために2,000人規模の連隊を募集し、連隊の兵士たちはブライアンを隊長に選出した。ブライアン大佐の指揮の下、連隊はフロリダのキャンプ・キューバ・リブレに移送されたが、連隊がキューバに派遣される前に米西戦争が終結した。ブライアンの連隊は終戦後も数ヶ月間フロリダに留まったため、1898年の中間選挙でブライアンが積極的な役割を果たすことができなかった。ブライアンは、アメリカとスペインがパリ条約に調印した後、1898年12月に隊長を辞任してフロリダを去った。

ブライアンはキューバの独立を目指す戦争を支持していたが、パリ条約によって米国がフィリピンの支配権を得たことに憤慨していた。多くの共和党員は、米国にはフィリピンを「文明化」する義務があると考えていたが、ブライアンは米国の帝国主義に強く反対した。フィリピン併合に反対していたにもかかわらず、ブライアンは支持者にパリ条約の批准を促した。ブライアンの支持を得て、この条約は僅差の投票で批准され、米西戦争は正式に終結した。1899年初頭、エミリオ・アギナルドの指導の下、フィリピン人が列島に対するアメリカの支配を終わらせようとしたため、米比戦争が勃発した。

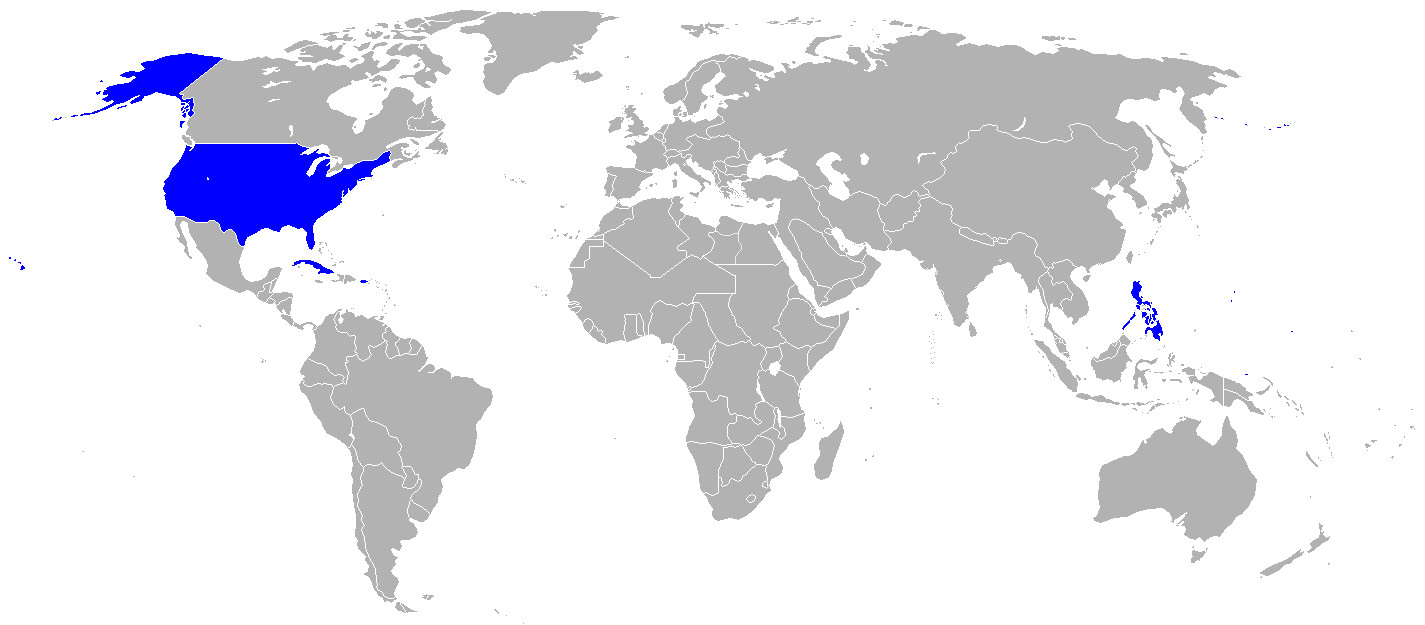
米西戦争後のアメリカ本土およびその植民地。

#### 1900年大統領選挙

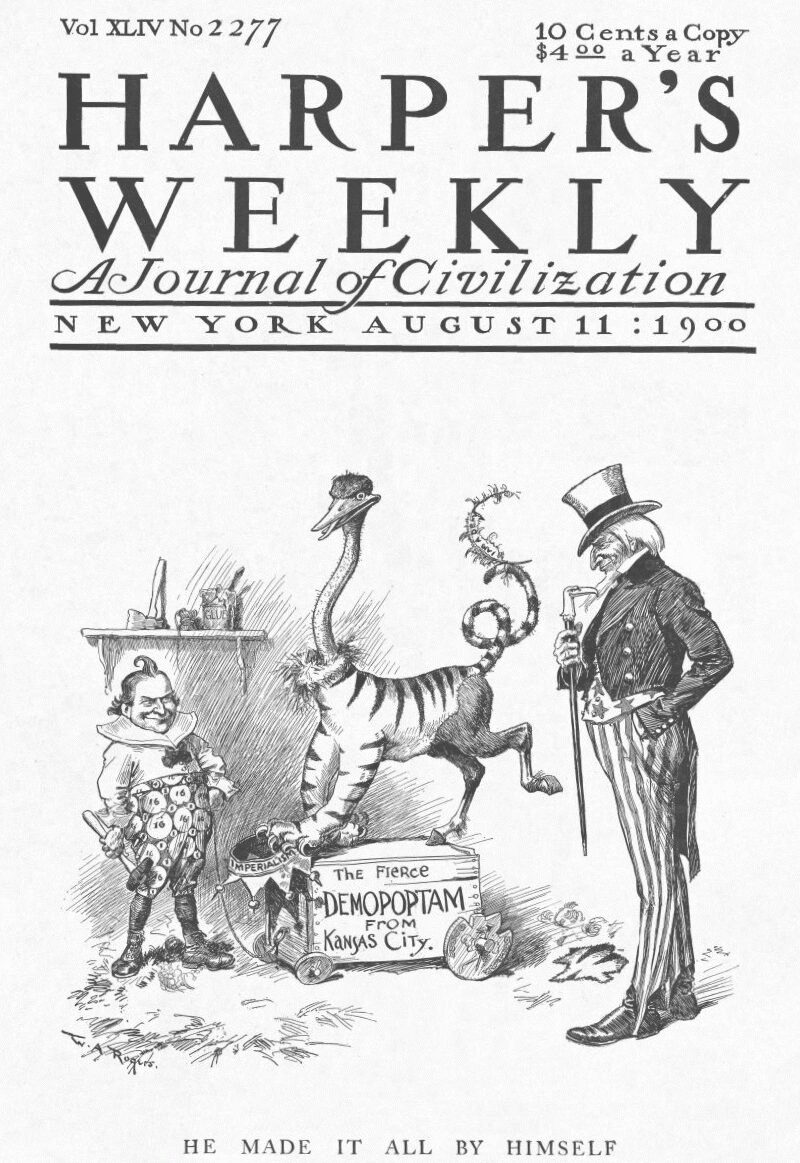
1900年の保守派は、ブライアンの折衷的なプラットフォームを嘲笑した。

1900年民主党全国大会はミズーリ州カンザスシティで開催された。ブライアンに反対する民主党の指導者たちは、ジョージ・デューイ提督を大統領に指名することを望んでいたが、大会までにブライアンは目立った反対勢力に直面することなく、全会一致で党の指名を勝ち取った。ブライアン自身は大会には出席しなかったものの、ブライアンは電信を使って大会の議事をコントロールした。ブライアンは選挙運動においてどのような問題に焦点を当てるかという決断を迫られた。彼の最も熱烈な支持者の多くは、ブライアンには自由銀運動を続けてほしいと考えていたが、北東部の民主党員たちは、ブライアンには反トラストに焦点を当てた選挙運動をするように勧めた。しかし、ブライアンは反帝国主義に焦点を当てた選挙戦を行うことにした。これは、党内の派閥を統一し、一部の共和党員を寝返らせるためでもあった。党の綱領には、自由銀を支持し、トラストに反対することが盛り込まれていたが、反帝国主義は選挙運動の「最重要課題」とされた。党はアドレー・E・スティーブンソン元副大統領を副大統領候補に指名した。
民主党の指名を受けての演説で、ブライアンは今回の選挙は「民主主義と独裁政治の間の争い」であると主張した。ブライアンはまた、米国のフィリピン併合を英国の13植民地支配と比較して強く批判した。ブライアンは、米国は帝国主義から手を引くべきであり、「世界の進歩における最高の道徳的要因であり、世界の紛争の仲裁者として認められる」ことを目指すべきであると主張した。1900年までに、ベンジャミン・ハリソン、アンドリュー・カーネギー、カール・シュルツ、マーク・トウェインなどを含むアメリカ反帝国主義同盟は、アメリカのフィリピン支配の継続に反対する国内の主要な組織として浮上した。同盟の指導者の多くは1896年にブライアンに反対し、ブライアンとその支持者に不信感を抱き続けていた。このような不信感にもかかわらず、ブライアンの帝国主義に対する強い姿勢は、同盟の指導者たちのほとんどを民主党支持に向かわせた。
再び、マッキンリー陣営は巨額の資金的優位を確立したが、民主党陣営はまたしてもブライアンの演説力に大きく依存していた。典型的な一日では、ブライアンは4時間の演説を行い、短い演説を含めると6時間にもなった。1分間に平均175語、1日に63,000語ともいわれる演説量は、新聞52ページ分に相当した。共和党の優れた組織と資金がマッキンリーの立候補を後押しし、前回の選挙運動と同様に、ほとんどの主要新聞はマッキンリーを支持した。ブライアンはまた、共和党の副大統領候補セオドア・ルーズベルトとも戦わなければならなかった。ブライアンの反帝国主義は多くの有権者の心を掴むことができず、選挙戦が終わりに近づくにつれ、ブライアンはますます企業権力への攻撃にシフトしていった。ブライアンは再び都市部の労働者の有権者を求め、「この国の少年たちを永遠の事務職に追いやった」企業の利益に反対して投票するように言った。

選挙日までに、ブライアンが勝つと信じていた人はほとんどおらず、最終的にマッキンリーが再びブライアンを破って勝利した。1896年の選挙結果と比較すると、マッキンリーは一般投票率を上げ、ブライアンの故郷ネブラスカ州を含む西部にも進出した。有権者にとっては、フィリピン併合の道徳性の問題よりも、強力なアメリカの産業経済という共和党の綱領の方が重要であることが証明された。この選挙はまた、南部以外では共和党の組織的優位性が継続していることも確認された。

1900年大統領選挙結果

### 3度目の出馬に向けて：1901~1907年
選挙後、ブライアンはジャーナリズムと演説に戻り、頻繁にチャウタウクア・サーキット（Chautauqua circuits）に出演した。1901年1月、ブライアンは週刊紙『The Commoner』の創刊号を発行したが、これはブライアンの長年の政治的、宗教的テーマを反映したものであった。ブライアンはこの新聞の編集者兼発行人を務めたが、ブライアンが旅行中はチャールズ・ブライアン、メアリー・ブライアン、リチャード・メトカーフも編集業務を行っていた。同紙は当時最も広く読まれた新聞の一つとなり、創刊から約5年後には14万5000人の購読者を誇った。同紙の購読者層は中西部のブライアンの政治的基盤と大きく重なっていたが、同紙の内容は北東部の大手新聞社から頻繁に転載されていた。1902年、ブライアンは妻と3人の子供たちと一緒にリンカーンにあるフェアビューという豪邸に引っ越した。ブライアンはこの家を「西のモンティチェロ」と呼び、政治家や外交官を頻繁に招待した。
1900年の敗北により、民主党の明確な指導者としての地位を失ったブライアンは、デビッド・B・ヒルやアーサー・プエ・ゴーマンのような保守派が、党の支配権を再び確立し、クリーブランド時代の政策に戻そうと動き出した。一方、ルーズベルトは、1901年9月にマッキンリーが暗殺された後、マッキンリーの後を継いで大統領となった。ルーズベルトは反トラスト事件を起訴し、その他の革新主義的政策を実施したが、ブライアンは、ルーズベルトは革新主義を完全には受け入れていないと主張した。ブライアンは、連邦所得税の導入、純粋な食品・医薬品法の施行、企業による選挙資金提供の禁止、上院議員の直接選挙、公共事業の地方所有権、州によるイニシアチブと国民投票の採択を規定した憲法改正など、一連の改革を求めた。また、ルーズベルトの外交政策を批判し、ルーズベルトがブッカー・T・ワシントンをホワイトハウスに招待して食事をしたことを攻撃した。
1904年民主党全国大会に先立ち、ニューヨークの判事であり、デビッド・ヒルの保守派の盟友であったアルトン・パーカーは、民主党の筆頭候補と見られていた。保守派は、ブライアンが出版家のウィリアム・ランドルフ・ハーストと手を組み、パーカーの指名を阻止するのではないかと危惧していた。ブライアンや他の進歩派をなだめるため、ヒルは金本位制への言及を省略し、トラストを批判した党綱領に合意した。パーカーは民主党の指名を獲得したが、ルーズベルトは南北戦争以来最大の一般投票差で選挙に勝った。パーカーの完敗はブライアンの正当性を証明したが、ブライアンは選挙後に『The Commoner』紙に「金権政治と妥協してはならない」という読者への忠告を掲載した。

1903年、ブライアンはヨーロッパを訪れ、レフ・トルストイなど、ブライアンの宗教的・政治的見解に共感した人物たちと会った。1905年、ブライアン一家は世界一周の旅に出て、アジアとヨーロッパの18カ国を訪問した。ブライアンはこの旅の資金を、講演料と週刊誌に掲載された旅行記の原稿料で賄った。1906年に米国に戻ったブライアンは大勢の人々に迎えられ、1908年の民主党大統領候補として広く注目されるようになった。1904年以降、マックレーカーの影響も手伝って、有権者は革新主義的な考えにますます寛容になっていた。ルーズベルト大統領自身は、鉄道料金や食肉加工工場に対する連邦政府の規制を支持し、左派に傾いていた。しかしブライアンは、銀行や証券の連邦規制、組合組織者の保護、高速道路建設や教育への連邦支出など、より広範囲な改革を支持し続けた。ブライアンはまた、ドイツと同様の方法で鉄道の州と連邦の所有権を支持することを簡潔に表明したが、党内の反発に直面してこの政策を取り下げた。

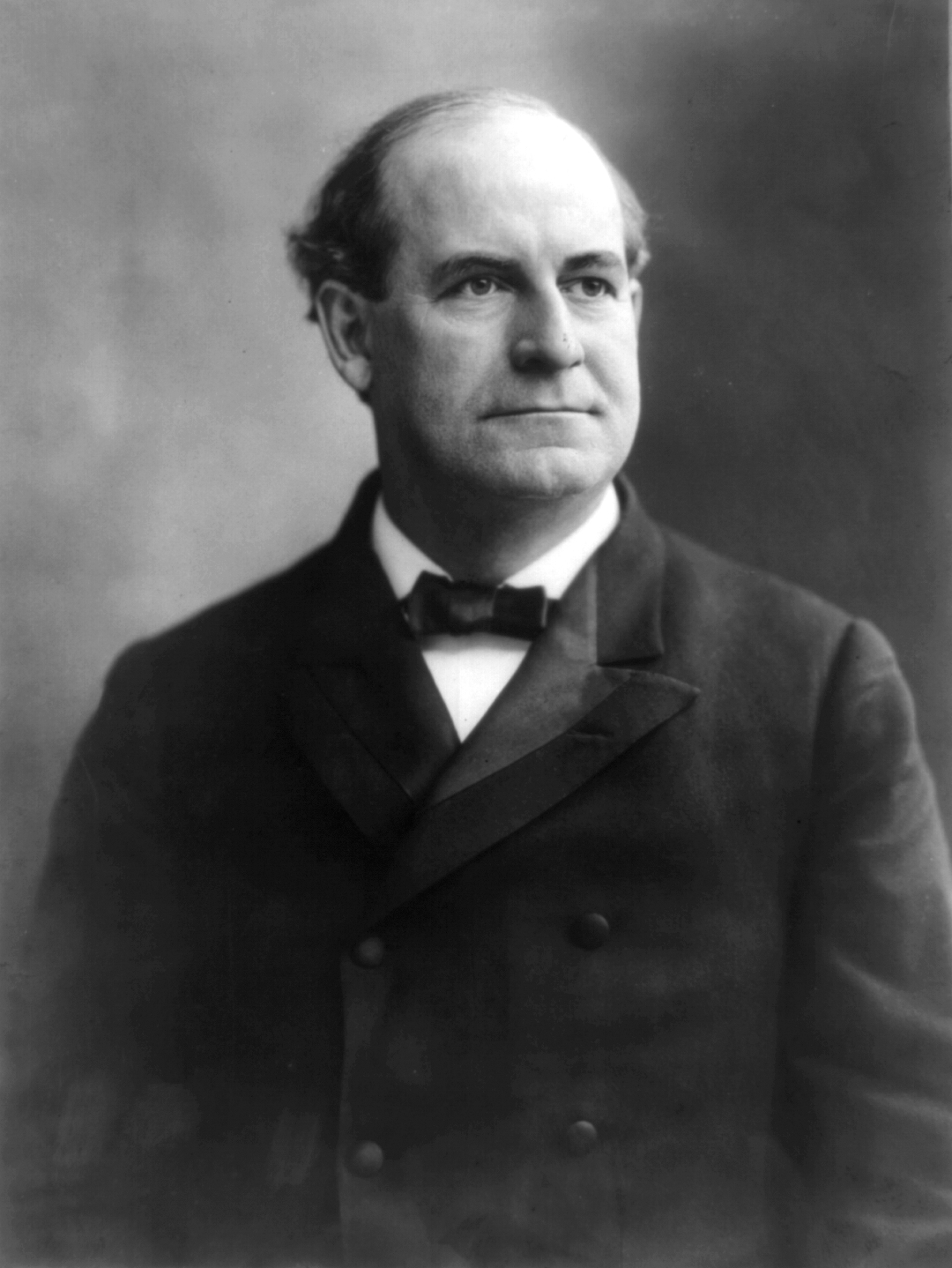
1908年のブライアン。

### 1908年大統領選挙
ルーズベルトは、一部の企業指導者を疎外しながらも、多くの有権者からの支持を得て、ウィリアム・タフト国務長官を後継者に指名した。一方、ブライアンは民主党への支配力を回復し、多くの地元民主党組織の支持を獲得した。保守的な民主党員たちは再びブライアンの指名を阻止しようとしたが、代替候補を擁立することはできなかった。1908年の民主党全国大会の最初の投票でブライアンは大統領候補に指名された。副大統領候補には、スイング州・ステートであるインディアナ州の上院議員ジョン・W・カーンが指名された。

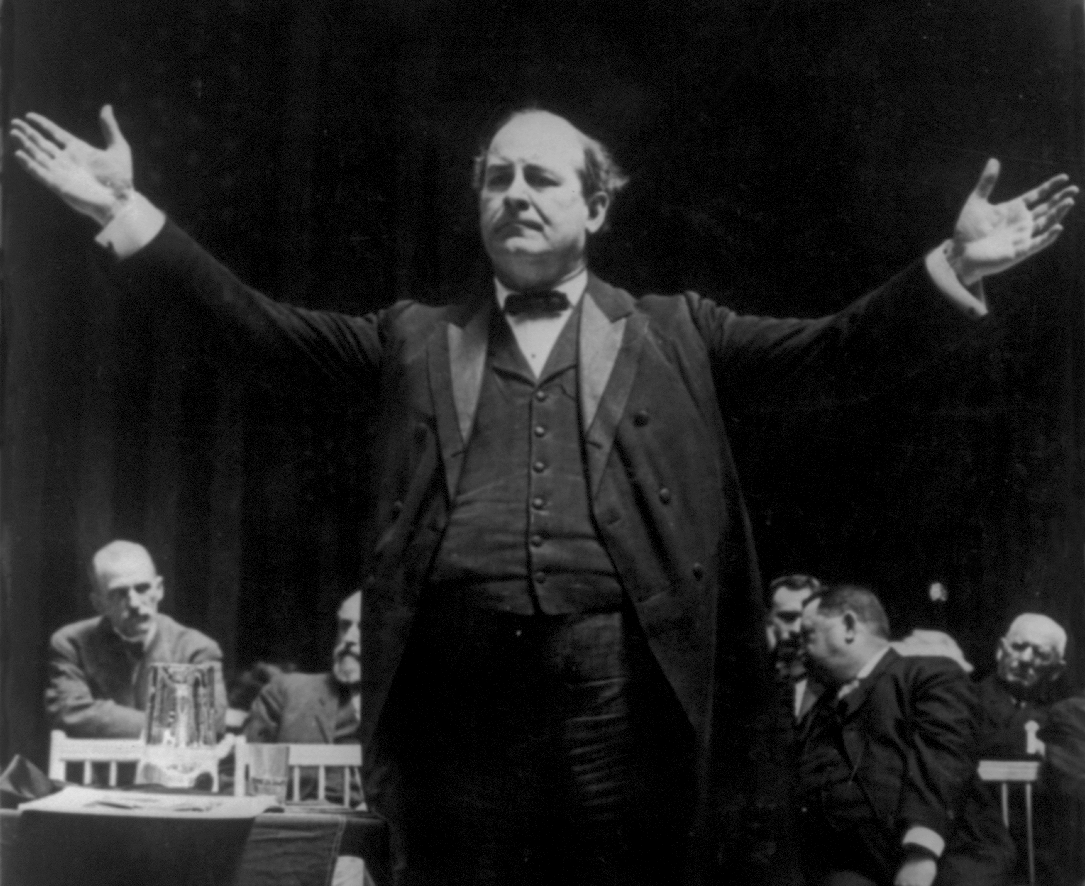
1908年民主党全国大会で演説するブライアン。

1908年選挙結果

ブライアンは長年の信念を反映した党の綱領で選挙運動を行ったが、共和党の綱領は進歩的な政策も提唱しており、2つの主要政党の間に違いはほとんど見られなかった。両党が異なっていた問題の一つは預金保険に関するもので、ブライアンは国立銀行に預金保険の提供を義務付けることを支持していた。ブライアンは、党指導者を大部分統一することができ、彼の親労働政策は、アメリカ労働総同盟が出した史上初の大統領支持を獲得した。これまでの選挙運動と同様に、ブライアンは立候補を後押しするために公の場での演説ツアーに乗り出した。後にタフトもこの路線を追従することになる。
自分の勝利を確信していたブライアンだが、最終的にはタフトが勝利を収めた。ブライアンは、都市部の労働者の支持を集めることができなかったため、「ソリッド・サウス」以外の州ではほんの一握りの州でしか勝利を得ることができなかった。ブライアンは南北戦争以来、主要政党の候補者としてアメリカ大統領選挙で3度も敗北した唯一の人物となった。修正第12条批准以降にまで時期を広げても、党候補に3回指名されながら本選挙で全て敗北したのはブライアンとヘンリー・クレイのみである。3回の選挙でブライアンに投じられた選挙人票493票は、一度も当選したことのない大統領候補者の中では最多得票である。
しかし、ブライアンは民主党政治に影響力を持ち続け、1910年の中間選挙で民主党が下院を掌握すると、関税削減を主張するために下院に登場した。生涯にわたって酒を飲んでいたブライアンは、多くの民主党員の間で禁酒法が不人気であったこともあり、以前は禁酒法を支持することを控えていたが、1909年、ブライアンは初めてこれを支持することを公にした。伝記作家パオロ・コレッタによると、ブライアンは「禁酒法が個人の身体的健康と道徳的向上に寄与し、市民の進歩を促し、酒類の売買に関連した悪名高い悪用を終わらせると心から信じていた」という。
1910年には、彼は女性参政権を支持した。ブライアンはまた、有権者に直接の発言権を与える手段として、イニシアチブと国民投票の導入を支援する法案を求め、1910年にはアーカンソー州ホイッスルストップで遊説を行った。タフト大統領を含む一部の者は、ブライアンが4回目の大統領選挙に出馬するのではないかと推測したが、ブライアンはそのような意図はないと繰り返し否定した。

## ウッドロウ・ウィルソン政権期

### 1912年大統領選挙

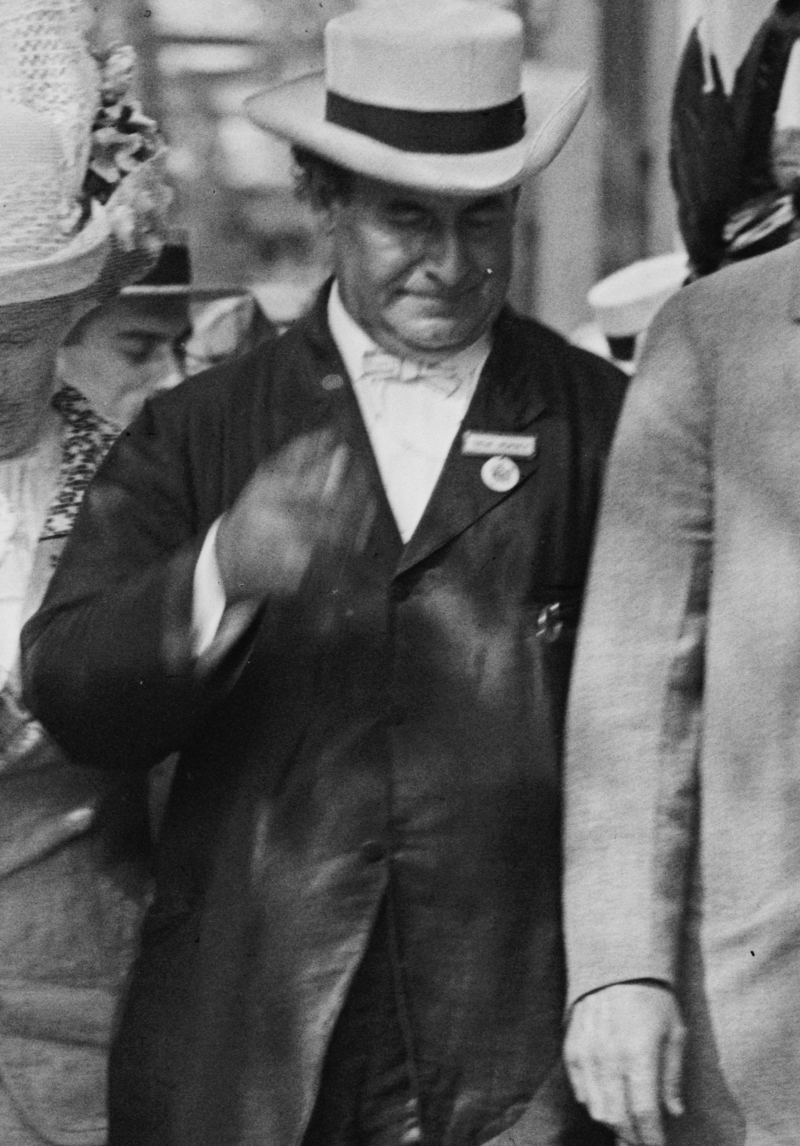
1912年民主党全国大会に出席するブライアン。

共和党内の対立が深まるにつれ、民主党が大統領選に勝利する絶好のチャンスが訪れた。ブライアンは民主党の大統領候補にこそ立候補しなかったが、党内での影響力を維持していたため、民主党の候補者選びに一役買っていた。ブライアンは、党内の保守派が1904年のときのように自分たちの好きな候補者を指名するのを阻止しようとした。ブライアンは、現実的な理由とイデオロギー的な理由から、オスカー・アンダーウッド、ジャドソン・ハーモン、ジョセフ・W・フォークの立候補を支持せず、ウッドロウ・ウィルソン・ニュージャージー州知事と、チャンプ・クラーク下院議長がブライアンの支持取りつけ争いを演じた。クラークは下院議長として、上院議員の直接選挙や連邦所得税の創設を定めた憲法改正案を可決するなど、進歩的な業績を挙げていた。しかし、クラークは関税の引き下げに失敗したことでブライアンを疎んじており、ブライアンはクラークを保守的なビジネス界に過度に友好的であると考えていた。ウィルソンは過去にブライアンを批判していたが、彼は知事として強力な進歩的な業績を残していた。1912年の民主党全国大会が近づくにつれ、ブライアンは大統領を目指すことを否定し続けていたが、多くのジャーナリストや政治家は、ブライアンが行き詰まった大会が自分に目を向けることを望んでいるのではないかと疑っていた。大会開始後、ブライアンは「J・ピアポント・モーガン、トーマス・F・ライアン、オーガスト・ベルモントなど、特権を求めたり、便宜を図ったりする階級の代表者や、そのような人物の下にいる候補者の指名には反対する」という決議の可決を促したのである。クラークとウィルソンは、民主党大会で行われた最初の数回の大統領選投票でほとんどの代議員の支持を得たが、それぞれ必要な3分の2の賛成票には届かなかった。タマニー・ホールとニューヨーク代議員団がクラーク支持を表明した後、ブライアンはウィルソン支持を表明した。ブライアンはその理由として、「選出されたときに、反モーガン・ライアン・ベルモント決議を絶対に党内の阻害なしに実行できないような人物の指名には加担できない」と述べている。ブライアンの演説は、クラークからの長期にわたるシフトの始まりとなった。ウィルソンは40回以上の投票を経て、ついに大統領候補として指名されることになった。ジャーナリストたちは、ウィルソンの主たる勝因をブライアンに求めた。
1912年の大統領選挙で、ウィルソンはタフト現大統領、及び進歩党から出馬したルーズベルト元大統領と対戦した。ブライアンは、ウィルソンのために西部全域で選挙活動を行う一方、民主党候補者にさまざまな問題について助言を与えたのである。共和党が分裂したことで、ウィルソンは大統領の座を獲得し、一般投票では41.8％しか得られなかったにもかかわらず、400以上の選挙人を獲得した。同時に行われた連邦議会選挙では、民主党は下院で過半数を拡大し、上院でも主導権を獲得し、1890年代初頭以来の統一政府（大統領と上下両院の多数党を確保）を実現した。

### 国務長官時代
大統領に就任したウィルソンは、ブライアンを国務長官に任命した。ブライアンは、広範囲にわたる遊説経験と党内での人気、そして1912年の選挙でウィルソンを支持したことから、政権の最高位である国務長官にふさわしい人物であった。ブライアンは、ワシントンに150人、海外の大使館に400人の職員を抱える国務省の責任者となった。就任早々、大統領と国務長官は、タフト大統領のドル外交を否定するなど、外交政策の目標についてほぼ一致していた。ブライアンの協力を得て、関税率の引き下げ、所得税の累進課税、新たな反トラスト法の導入、連邦準備制度の設立などの法律を成立させた。ブライアンは、連邦準備制度理事会のメンバーを任命する権限を、民間の銀行家ではなく、大統領に与えた件で特に大きな影響力を発揮した。

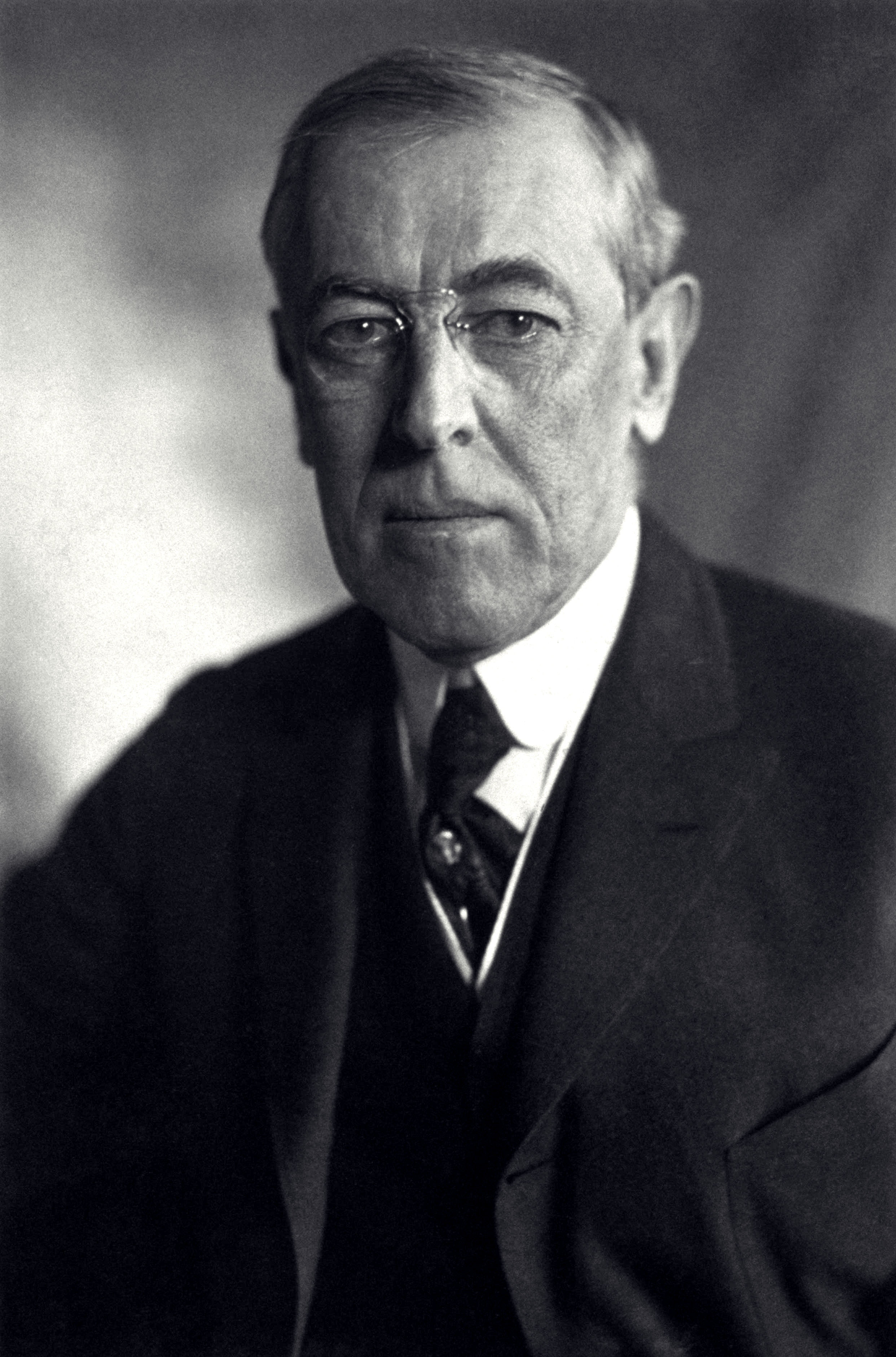
ウッドロウ・ウィルソン大統領は、ブライアンを国務長官に任命した。

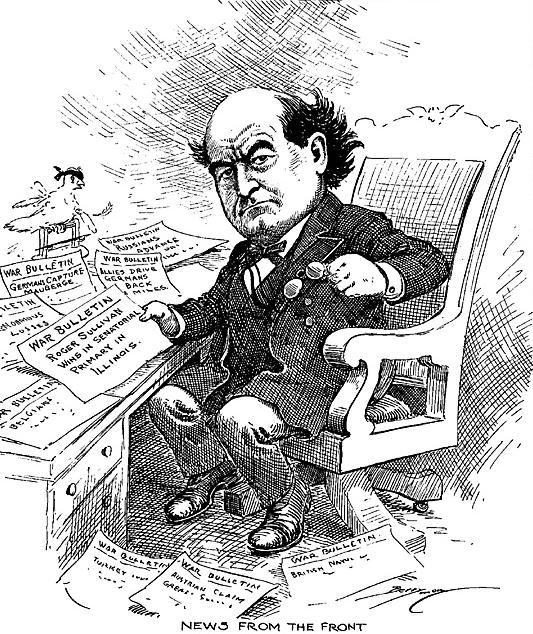
1914年、第一次大戦勃発の報に接するブライアンを描いた風刺画。

ブライアン国務長官は、すべての紛争を調査委員会に提出することを義務付ける二国間条約の締結を進めた。ブライアンはすぐに大統領と上院の承認を得て、1913年半ばにエルサルバドルがブライアンの条約に署名した最初の国となった。これに続き、ドイツとオーストリア・ハンガリーを除いたヨーロッパの大国を含む29カ国が条約に調印した。紛争を嫌うブライアンだが、ハイチ、ドミニカ共和国、メキシコへの米国の介入を指揮した。
ヨーロッパで第一次世界大戦が勃発すると、ブライアンは一貫してアメリカの中立を主張した。ブライアンの支持を受けたウィルソンは、当初は紛争に巻き込まれないように努め、アメリカ人に「思考と行動の両面で公平であること」を求めた。1914年の大半、ブライアンは戦争を交渉で終わらせようと試みたが、同盟国と中央集権国の指導者たちは結局、アメリカの仲裁には興味を示さなかった。ブライアンは中立の立場を堅持していたが、ウィルソンをはじめとする政権内の人々は、次第に連合国に同調するようになっていった。1915年3月、ドイツのUボートがアメリカ人を乗せたイギリスの旅客船を沈めたスラッシャー号事件は、アメリカの中立の立場に大きな打撃を与えた。1915年5月には、ドイツのUボートがルシタニア号を撃沈し、128人のアメリカ人が亡くなったことで、反ドイツ感情がさらに高まった。しかし、ブライアンは、イギリスのドイツ封鎖はドイツのUボートによる無差別攻撃と同じくらい攻撃的であると主張し、また、イギリス船を利用することは、「アメリカ市民が自国のことよりも自分の仕事を優先させることで、自分の利益のために不必要なリスクを引き受け、自国を国際的な問題に巻き込むことになる」と主張した。ウィルソンがドイツに抗議の公式書簡を送り、アメリカ人がイギリスの船に乗らないように公に警告することを拒否したため、ブライアンは1915年6月8日にウィルソンに辞表を提出した。

## 晩年

### 政治的関与
1916年の大統領選挙では、禁酒党がブライアンを大統領候補に推薦しようとしたが、ブライアンは電報でその申し出を拒否した 。
外交政策の違いにもかかわらず、ブライアンはウィルソンの再選運動を支持した。1916年民主党全国大会では、ブライアンは公式代表として出席しなかったものの、大会規則を中断して演説を行い、ウィルソンの国内政策を強く擁護する内容の演説を行い、好評を博した。1916年の選挙戦では、ブライアンはウィルソンの代理として、主にミシシッピ川以西の聴衆を対象に数十回の演説を行った。最終的に、ウィルソンは共和党のチャールズ・エヴァンズ・ヒューズ候補に僅差で勝利した。1917年4月にアメリカが第一次世界大戦に参戦すると、ブライアンはウィルソンに「戦争の重荷と危険の一部を担うことが市民の義務であると考え、ここに私は政府に奉仕します。私が必要とされるときにはいつでも二等兵として登録し、私にできる仕事を割り当ててください」と書いた。ウィルソンはブライアンを連邦政府の役職に任命することを拒否したが、ブライアンはスピーチや記事を通じて戦争活動を公的に支援するというウィルソンの要請に同意した。戦後、ブライアンは、いくつかの懸念はあったものの、アメリカを国際連盟に加盟させようとするウィルソンの試みを支持したが、これは失敗に終わった。
退任後、ブライアンは1日8時間労働、最低賃金、労働組合のストライキ権、さらには女性参政権や禁酒法などの主張に多くの時間を費やした。1917年、連邦議会は全国的な禁酒法を定めた憲法修正第18条を可決した。その2年後には、女性に全国的な選挙権を与える修正第19条が議会で可決された。両修正条項は1920年に批准された。1920年代、ブライアンはさらなる改革を求め、農業補助金、生活賃金の保証、政治運動への完全な公的資金の提供、法的な男女差別の撤廃などを要求した。
禁酒主義者やその他のブライアン支持者の中には、1920年の大統領選挙にブライアンを推挙しようとする者もおり、1920年半ばに行われたリテラリー・ダイジェスト誌の世論調査では、ブライアンは民主党候補として4番目に人気があるとされていた。しかし、ブライアンは公職に就くことを辞退し、「もし私がこの世界からアルコールを追放し、その後、戦争を追放するのを助けることができるならば、どのような職も、どのような大統領職も、私に与えられる名誉を提供することはできない」と書いた。1920年民主党全国大会にネブラスカ州からの代表として出席したが、修正第18条の批准を支持しなかったジェイムズ・コックス知事が指名されたことに失望した。ブライアンは禁酒党の大統領候補を辞退し、コックスの選挙運動も拒否した。1920年の選挙戦は、30年以上にわたってブライアンが積極的に選挙運動をしなかった初めての大統領選挙となった。
1920年以降は民主党の政治にあまり関与しなくなったが、1924年の民主党全国大会にはフロリダからの代表として出席した。ブライアンはクー・クラックス・クランを非難する決議案の否決に貢献したが、それは彼がクー・クラックス・クランはすぐに解散するだろうと予想していたからであり、彼はクー・クラックス・クランを嫌っていたが、公に攻撃することはなかった。また、ブライアンはアル・スミスの立候補に強く反対したが、これはスミスが禁酒法に敵意を持っていたからである。100票以上の投票の結果、民主党大会は保守的なウォール街の弁護士、ジョン・W・デイビスを指名した。保守派のデイビスと進歩派のバランスをとるために、大会はブライアンの弟であるチャールズ・W・ブライアンを副大統領に指名した。ブライアンは、デイビスが指名されたことには失望したが、弟の指名には強く賛同し、多くの選挙演説を行った。デービスは、共和党のカルビン・クーリッジ大統領と第三党のロバート・M・ラフォレット候補を相手に29％の得票率しか得られず、民主党史上最悪の敗北を喫した。

### フロリダの不動産家として

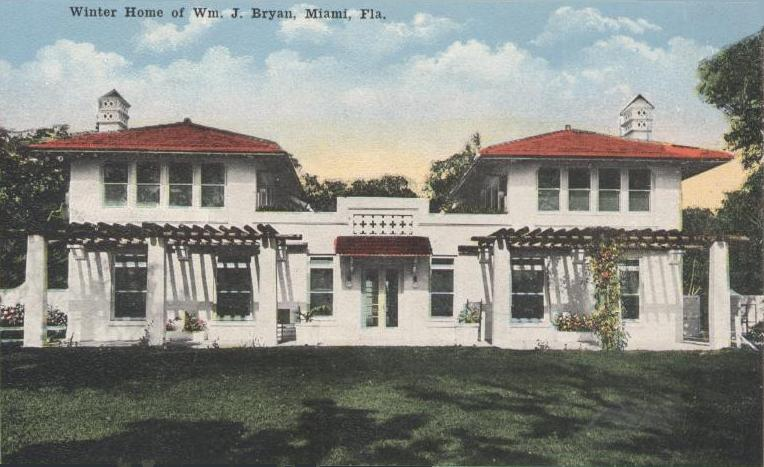
1913年、フロリダ州マイアミに建設したブライアンの邸宅。

ネブラスカの厳しい冬の間に悪化するメアリーの健康状態に対処するため、ブライアン夫妻は1909年にテキサス州ミッションに農場を購入した。メアリーの関節炎のため、1912年、ブライアン夫妻はフロリダ州マイアミにヴィラ・セレナと呼ばれる新しい家を建て始めた。ブライアン夫妻はここを永住の地とし、チャールズ・ブライアンはリンカーンから『ザ・コモンマー』紙を監督し続けた。ブライアン夫妻は、YMCAの募金活動を主導したり、頻繁に一般の人々を自宅に招いたりして、マイアミ市民として積極的に活動した。ブライアンは、ジョージ・E・メリックが計画していたコーラルゲーブルズのスポークスマンを務めるなど、高額な講演活動を行っていた。彼の活動は1920年代のフロリダにおける不動産ブームに貢献したと思われるが、1925年にブライアンが亡くなってから数ヶ月でそのバブルは崩壊してしまった。

### アメリカン大学理事
ブライアンは、1914年から1925年に亡くなるまで、ワシントンD.C.にあるアメリカン大学の理事会メンバーを務めた。 ウォーレン・ハーディングやセオドア・ルーズベルトと同僚だった期間もあった。

### 反進化論運動

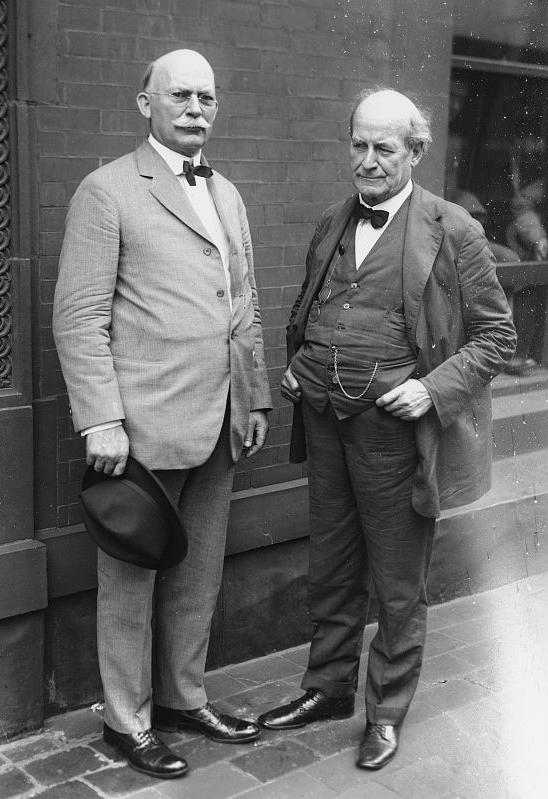
ブライアン父子

1920年代に入ると、ブライアンは政治活動から離れ、アメリカで最も著名な宗教家の一人となった。ブライアンは、マイアミで毎週聖書教室を開き、宗教をテーマにした本を何冊も出版した。また、ブライアンはラジオで信仰を説いた最初の人物の一人であり、全米の聴衆を魅了した。ブライアンは、プロテスタント以外の宗教が普及することを歓迎していたが、多くのプロテスタントが聖書根本主義を否定していることに強い懸念を抱いていた。歴史学者のロナルド・L・ナンバーズによれば、ブライアンは、21世紀の現代の創造論者のような原理主義者ではなかった。むしろ、彼は「日齢創造主義者」という表現の方が適切である。ブラドレー・J・ロングフィールドは、ブライアンは「神学的に保守的な社会的福音主義者」であったと推測している。
晩年のブライアンは、チャールズ・ダーウィンの進化論を公立学校で教えないようにしようとする運動の非公式なリーダーとなった。ブライアンは以前からダーウィンの理論に懐疑と懸念を示しており、1909年の有名なチャウタウクアでの講演「The Prince of Peace」の中で、進化論は道徳の基礎を崩す可能性があると警告した。ブライアンがダーウィンの自然淘汰による進化論に反対した理由は2つある。第一に、ブライアンは、人間（そしてすべての生命）が進化によって下降してきたという唯物論的な説明は、聖書の天地創造の記述に真っ向から反していると考えていた。第二に、ダーウィン進化論を社会に適用した社会進化論は、憎しみや対立を助長し、貧しい人々や抑圧された人々の社会的・経済的な上昇を阻害する諸悪の根源であると考えた。
ブライアンは、ダーウィニズムに反対する運動の一環として、公立学校で進化論を教えることを禁止する法律を州や地方で制定するよう求めた。ブライアンは、反進化論の法律に刑事罰を加えることを控えるよう議員に要求し、また教育者が進化論を事実としてではなく「仮説」として教えることを認めるよう求めた。もっとも、公立学校で進化論を教えることを禁止するブライアンの呼びかけに応じたのは、南部の5つの州だけだった。
ブライアンは、大学だけでなく教会の中でも進化論が広まっていることを心配していた。19世紀の自由主義神学、特に高等批評の発展により、多くの聖職者が進化論を受け入れ、それがキリスト教と矛盾しないと主張するようになっていた。長老派の長老を長く務めていたブライアンは、これに終止符を打つべく、当時、原理主義・近代主義論争に巻き込まれていた米国長老派教会の総会議長に立候補することを決意したのである。ブライアンの主な競争相手は、オハイオ州ウースター大学の学長チャールズ・F・ウィシャート師であった。ウィシャート師は、大学で進化論を教えることを声高に支持していた。ブライアンは451対427でウィシャートに敗れた。ブライアンは、進化論を教えている学校への資金援助を停止するという提案を承認することができなかった。その代わり、総会では（神道的進化論ではなく）唯物論的進化論を支持しないと発表した。

#### 進化論裁判

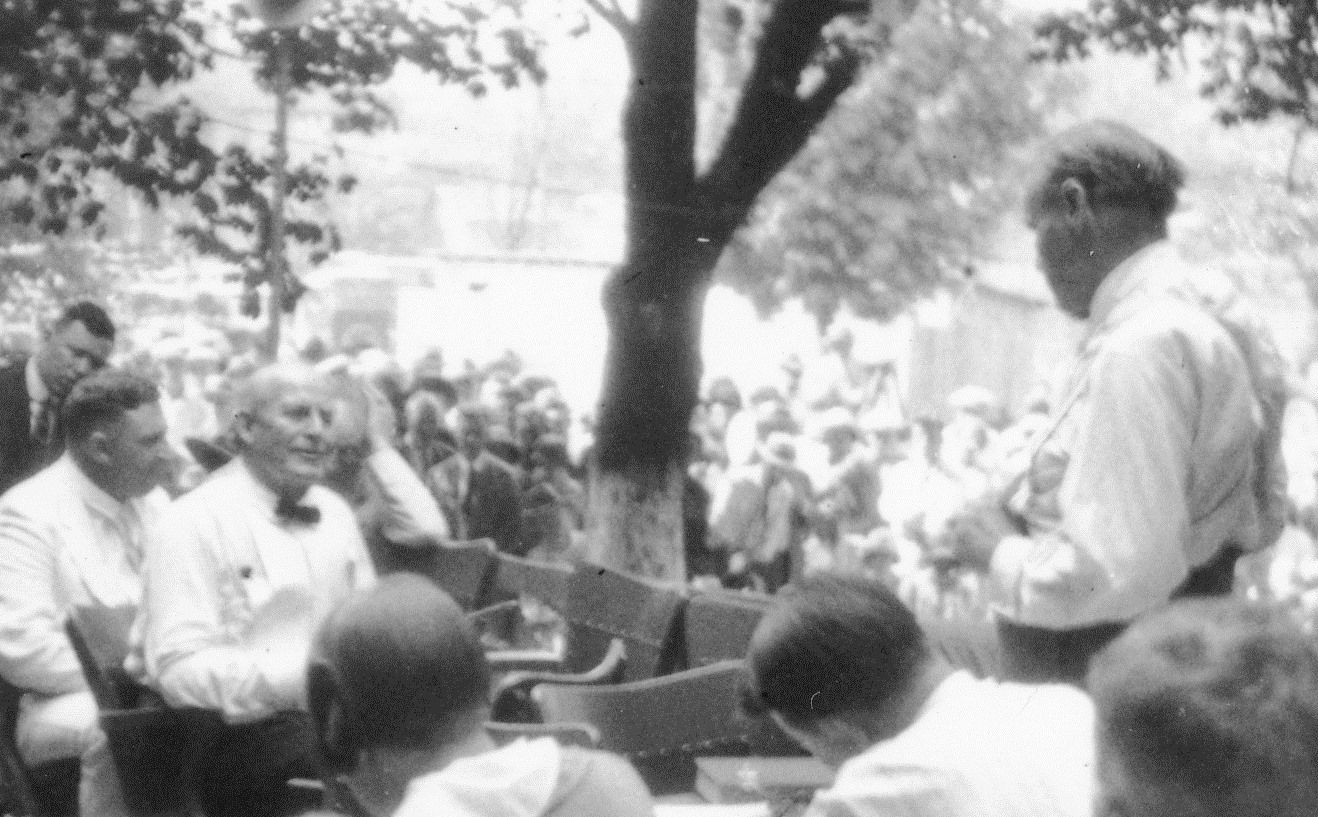
進化論裁判で、クラレンス・ダロウ（右）から尋問を受けるブライアン（左）。

1925年7月10日から7月21日まで、ブライアンは世間を騒がせた進化論裁判に参加した。この裁判では、公立学校で進化論を教えることを禁止したテネシー州の法律、バトラー法の是非が争われた。被告のジョン・T・スコープスは、テネシー州デイトンで生物学の臨時教師をしていた時に、バトラー法に違反した廉で起訴された。スコープスの弁護には、アメリカ自由人権協会が資金を提供し、有名な弁護士クラレンス・ダロウが弁護人としてついた。スコープスがバトラー法に違反していることは誰もが認めるところだったが、ダロウ弁護士は、バトラー法が修正第1条に違反していると主張した。ブライアンは、親が学校で教える内容を選択する権利を擁護し、ダーウィニズムは単なる「仮説」に過ぎず、ダロウやその他の知識人は「聖書が与えるあらゆる道徳的基準」を無効にしようとしていると主張した。弁護側はブライアンを証人として呼び、聖書の文字通りの意味を信じるかどうかを尋ねたが、裁判官は後にブライアンの証言を削除した。
最終的に、裁判官は陪審員に有罪の評決を下すよう指示し、スコープスはバトラー法違反で100ドルの罰金を科せられた。全米のメディアはこの裁判を詳細に報道し、H・L・メンケンはブライアンを南部の無知と反知性主義の象徴と揶揄した。南部の多くの新聞も、ブライアンの裁判でのパフォーマンスを批判した。メンフィス・コマーシャル・アピール紙は、「ダロウは、ブライアンが世界の科学についてほとんど知らないことを示すことに成功した」と報じた。ブライアンは、裁判で最終弁論をすることは許されていなかったが、自分がしようとしていたスピーチの出版を手配した。その出版物の中で、ブライアンは「科学は壮大な物質的な力だが、道徳の教師ではない」と書いている。

## 死
進化論裁判の後、ブライアンはテネシー州で数回演説を行った。1925年7月26日、ブライアンはデイトンの教会の日曜礼拝に出席した後、脳溢血のため睡眠中に亡くなった 。ブライアンの遺体はデイトンからワシントンD.C.まで鉄道で輸送の上アーリントン国立墓地に埋葬され、墓標には「政治家でありながら、真実の友である。 魂は誠実に、行動は忠実に、名誉は明快に」、反対側には「彼は信念を貫いた」という碑文が刻まれた  。

## 家族
ブライアンは、1925年に亡くなるまで、妻のメアリーと結婚生活を続けた。メアリーは夫の重要な相談相手となり、司法試験に合格したり、ドイツ語を学んだりして、夫のキャリアに貢献した。彼女は1930年に亡くなり、夫ウィリアムの隣に埋葬された。ウィリアムとメアリーには3人の子供（ルース、ウィリアム2世、グレース）がいた。ルースは1928年に下院議員に当選し、その後、フランクリン・D・ルーズベルト大統領時代にはデンマーク大使を務めた。ウィリアム2世はジョージタウン大学法学部を卒業後、ロサンゼルスで弁護士事務所を設立し、後に連邦政府職員を歴任し、ロサンゼルス民主党の重要人物となった。グレースも南カリフォルニアに移り住み、父の伝記を執筆した。ウィリアムの弟チャールズは、ウィリアムが亡くなるまで兄を支える重要な存在であると同時に、自らも有力な政治家として活躍した。チャールズは、リンカーン市長を2期、ネブラスカ州知事を3期務め、1924年の大統領選挙では民主党の副大統領候補となった。

## 後世への影響

### 歴史的評価と政治的遺産

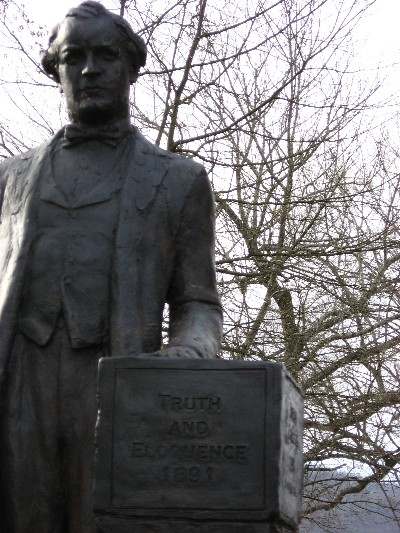
テネシー州デイトンにあるテネシー州レア郡裁判所の芝生に立つブライアン像

ブライアンは生前からその事績について様々な意見が飛び交い、評価も一致していない。作家のスコット・ファリスは、「多くの人がブライアンを理解できないのは、彼が社会の中で稀有な空間を占めているからである...今日の宗教者にとってはリベラルすぎる（そして、今日のリベラル派にとっては宗教的すぎる）」と論じている。ジェフ・テイラーは、ブライアンが「福祉国家の先駆者」「ニューディールの先駆け」であるという見方を否定する一方で、ブライアンは民主党の前任者たちよりも介入的な連邦政府を受け入れていたと論じている。
しかし、伝記作家のマイケル・カズンは以下のように指摘する。
ブライアンは、労働者階級や中産階級の普通のアメリカ人の福祉のために、連邦政府の権限を恒久的に拡大することを主張した最初の主要政党のリーダーであり、グロバー・クリーブランドの没落からウッドロー・ウィルソンの当選までの間に、他の誰よりも多くのことを行い、党を自由放任主義の防波堤から、フランクリン・D・ルーズベルトとその思想的系譜に見られるようなリベラリズムの城塞に変えた。
カズンは、「1890年代半ばに始まり1920年代初頭まで続いた革新主義時代に、ブライアン以上に政治と政治文化に大きな影響を与えたのは、セオドア・ルーズベルトとウッドロー・ウィルソンだけである」と論じている。1931年、元財務長官のウィリアム・ギブス・マカドゥーは、「大統領に就任した人物たちを除いて、ブライアンは...他のどのアメリカ市民よりも、過去40年間の公共政策の形成に関わった」と述べている。歴史学者のロバート・D・ジョンストンは、ブライアンは「グレートプレーンズ出身者の中で間違いなく最も影響力のある政治家」であると指摘している。2015年、政治学者のマイケル・G・ミラーと歴史家のケン・オーウェンは、ブライアンを、アレクサンダー・ハミルトン、ヘンリー・クレイ、ジョン・カルフーンと並んで、大統領を務めたことのないアメリカで最も影響力のある4人の政治家の1人として位置づけた。
また、カズンはブライアンの影響力の限界を強調し、「（ブライアンの）死後何十年もの間、著名な学者やジャーナリストは、ブライアンを、すでに過ぎ去った時代を維持することを切望する独善的な愚か者として描いていた」と述べている。2006年、編集者のリチャード・リングマンは、「ウィリアム・ジェニングス・ブライアンは、主に『風を継ぐもの』でフレデリック・マーチが演じた狂信的な老いぼれとして記憶されている」と指摘した。同様に、2011年、ジョン・マクダーモットは、「ブライアンはおそらく、スコープス裁判でテネシー州を代表した、汗臭い変人弁護士として最もよく知られている。創造論を擁護した後、汗かきの肥満体型で、虚無感漂う姿として風刺画に描かれ、嘲笑の的となった」と書いている。スコープス裁判でのブライアンの行動はともかく、その動機については、1920年代に多くの進化論者が支持していた優生学をブライアンが否定したことから、「学者たちは次第にブライアンに好意的になってきた」とカズンは書いている。
カズンはまた、ブライアンがジム・クロウ制度を受け入れたことが彼の遺産に与える汚点を指摘している。
彼の大きな欠点は、1930年代後半まで、ほぼすべての白人民主党員が共有していたジム・クロウの悪政を、反省を欠いたまま支持したことであった。...1925年にブライアンが亡くなった後、左派の知識人や活動家の多くは、ブライアンに影響を与えた、聖典の精読に基づいた厳格な大衆的な道徳観を否定した。...FDRの時代から現在に至るまで、リベラルやラディカルな人々は、この信条をナイーブで偏屈なもの、つまり過ぎ去った、あるいは過ぎ去ったはずの白人プロテスタント至上主義の時代の名残であると軽蔑する傾向にある。
しかし、両党の著名人たちは、ブライアンとその遺産を称賛している。1962年、ハリー・S・トルーマン元大統領は「ブライアンは偉大な人物であり、偉大な人物の一人である」と述べた。トルーマンはこうも言っている。「ビル・ブライアンがいなかったら、今のアメリカにはリベラリズムは存在しなかっただろう。ブライアンはリベラリズムを存続させてくれたんだ」。オハイオ州クリーブランドの進歩的な市長であったトム・L・ジョンソンは、1896年のブライアンの選挙戦を「特権階級に対するわが国の大衆の最初の大きな闘い」と称した。フランクリン・D・ルーズベルト大統領は、1934年にブライアンの記念館を寄贈するスピーチの中で次のように述べている。
私たちは、彼（ブライアン）に最もふさわしい言葉として、「誠意」という言葉を選ぶと思います...その誠意こそが、見せかけや特権、誤りに対する彼の生涯にわたる戦いに大いに役立ったのです。その誠実さこそが、彼を同世代の善なる力とし、私たちが今日築いている古代の信仰の多くを生かしたのです。私たちは...彼が善戦したこと、進むべき道を守り抜いたこと、そして信仰を守ったことに同意することができます。
最近では、ラルフ・リードのような共和党保守派がブライアンの遺産を称賛しており、リードはブライアンを「20世紀で最も重要な福音派の政治家」と評している。また、ブライアンのキャリアは、ドナルド・トランプと比較されることも多い。

### 市民文化において
ジェローム・ローレンスとロバート・エドウィン・リーによる1955年の戯曲「風を継ぐもの」は、マッカーシズムに対抗して書かれたスコープス裁判のフィクションである。ブライアンをモデルにしたネブラスカ州出身の大統領候補マシュー・ハリソン・ブラディが、進化論を教えている若い教師を告発するために小さな町にやってくる。彼は有名な裁判弁護士ヘンリー・ドラモンド（ダローがモデル）に反対され、皮肉屋の新聞記者（メンケンがモデル）に嘲笑され、裁判は全国的な注目を浴びることになる。1960年にスタンリー・クレイマー監督により映画化され、ブラディ役にフレデリック・マーチ、ドラモンド役にスペンサー・トレイシーが出演した。
経済学者、歴史家、文芸評論家の間では、L.フランク・ボームが1900年に出版された『オズの魔法使い』の中で、ブライアンを臆病なライオンとして風刺したのではないかと言われている。これは、ボームが共和党支持者であり、ジャーナリストとしてウィリアム・マッキンリーとその政策を支持していたという経歴にも基づいている  。
ブライアンは、ダグラス・ムーアが1956年に発表したオペラ「The Ballad of Baby Doe」に登場する人物である。また、ジョン・ドス・パソスの『USA三部作』の「The 42nd Parallel」でもブライアンは伝記的な役割を果たしている。ヴァチェル・リンゼイの「歌詩」である「Bryan, Bryan, Bryan, Bryan」は、彼の青春時代のアイドルに捧げる長編詩である。エドウィン・マクスウェルは、1944年の映画『Wilson』でブライアンを演じ、アインズリー・プライヤーは、CBSのアンソロジーシリーズ『You Are There』の1956年のエピソードでブライアンを演じた。Martha Soukupの短編小説「Plowshare」と小説「Job」の一部やロバート・A・ハインラインの小説「A Comedy of Justice」の一部は、ブライアンが大統領になった世界を舞台にしている。また、ブライアンは、ドナルド・R・ベンセンの『And Having Writ』にも登場する。

### 記念館・記念品
ネブラスカ州にあるウィリアム・ジェニングス・ブライアン邸は、1963年に米国の国定歴史建造物に指定された。ブライアン・ホーム・ミュージアムは、イリノイ州セーラムにあるブライアンの生家を利用した予約制の博物館である。セーラムにはブライアン・パークがあり、ブライアンの大きな像が設置されている。1917年から1920年までノースカロライナ州アッシュビルにあったブライアンの自宅「ウィリアム・ジェニングス・ブライアン・ハウス」は、1983年に国家歴史登録財に登録された。また、フロリダ州マイアミにあるブライアンの邸宅、ヴィラセレナも国家歴史登録財に登録されている。
ブライアンの銅像は、米国連邦議会議事堂の国立彫像ホールで、国立彫像ホール・コレクションの一部として、ネブラスカ州を代表している。2019年には、ナショナル・スタチュアリー・ホールのブライアン像に代わって、チーフ・スタンディング・ベアの像が設置された。
ブライアンは1971年にネブラスカ州の殿堂入りを果たし、その胸像がネブラスカ州議会議事堂に設置されている。ブライアンは、米国郵政公社から2ドルのGreat Americansシリーズの切手で表彰された。
オクラホマ州ブライアン郡、ネブラスカ州リンカーンのブライアン・メディカル・センター、テネシー州デイトンにあるブライアン・カレッジなど、ブライアンにちなんで名付けられた物や場所、人は数多い。また、ネブラスカ州ベルビューにあるオマハ・ブライアン高校とブライアン中学校もブライアンにちなんで名付けられている。第二次世界大戦中には、フロリダ州パナマシティにリバティ船が建造され、彼にちなんで命名された。